# The Scratch (film 1913)
The Scratch è un cortometraggio muto del 1913. Il nome del regista non viene riportato nei credit del film che, prodotto dalla Essanay e distribuito dalla General Film Company, aveva come interpreti Augustus Carney, Lillian Drew, Joseph Allen Sr., Ruth Hennessy, Frances Mason.

## Trama
Dopo una lauta cena nella bella casa sul Potomac di John Walsh, un banchiere in pensione, gli ospiti, invitati a passarvi il week-end, si dividono: le signore vanno a chiacchierare tra di loro sul balcone, gli uomini si fermano a fumare un sigaro. A fine serata, Harry Scott, uno degli ospiti, dopo avere incrociato la signora Cooper e la signorina Henry e avere scambiato qualche battuta con le due, si ritira nella sua stanza. Ma, per sbaglio, nel buio, entra in quella destinata a miss Green: la donna, credendolo un intruso, lo graffia selvaggiamente al viso. Battuto in ritirata, Scott elabora con gli amici uno stratagemma per risolvere la situazione senza scandali: la mattina seguente, tutti e dieci gli ospiti maschi si presentano a colazione con un bel cerotto sulla faccia, mandando in confusione miss Green che, decisa a smascherare il suo supposto aggressore notturno, ora non sa più che pesci pigliare.

## Produzione
Il film fu prodotto dalla Essanay Film Manufacturing Company.

## Distribuzione
Distribuito dalla General Film Company, il film - un cortometraggio a una bobina - uscì nelle sale cinematografiche degli Stati Uniti il 26 marzo 1913.